# 飯野四郎
飯野 四郎（いいの しろう、1936年7月18日 - 2008年9月2日）は、日本の医学者、医師。医学博士。専門は、肝臓病学。日本「ウイルス性肝炎治療の父」と呼ばれる。
福岡県出身。1964年東京大学医学部卒業。1992年聖マリアンナ医科大学教授。インターフェロン治療の先駆者で、長く勤務した東京都杉並区の清川病院玄関の「インターフェロン治療発祥の地」の碑が立つ。
2002年に提起された薬害C型肝炎訴訟で原告側を支援し、結果、国と製薬会社の責任を認めた大阪地裁判決となった。2008年、膵臓癌のため72歳で死去。